# St-Étienne (Boussières)

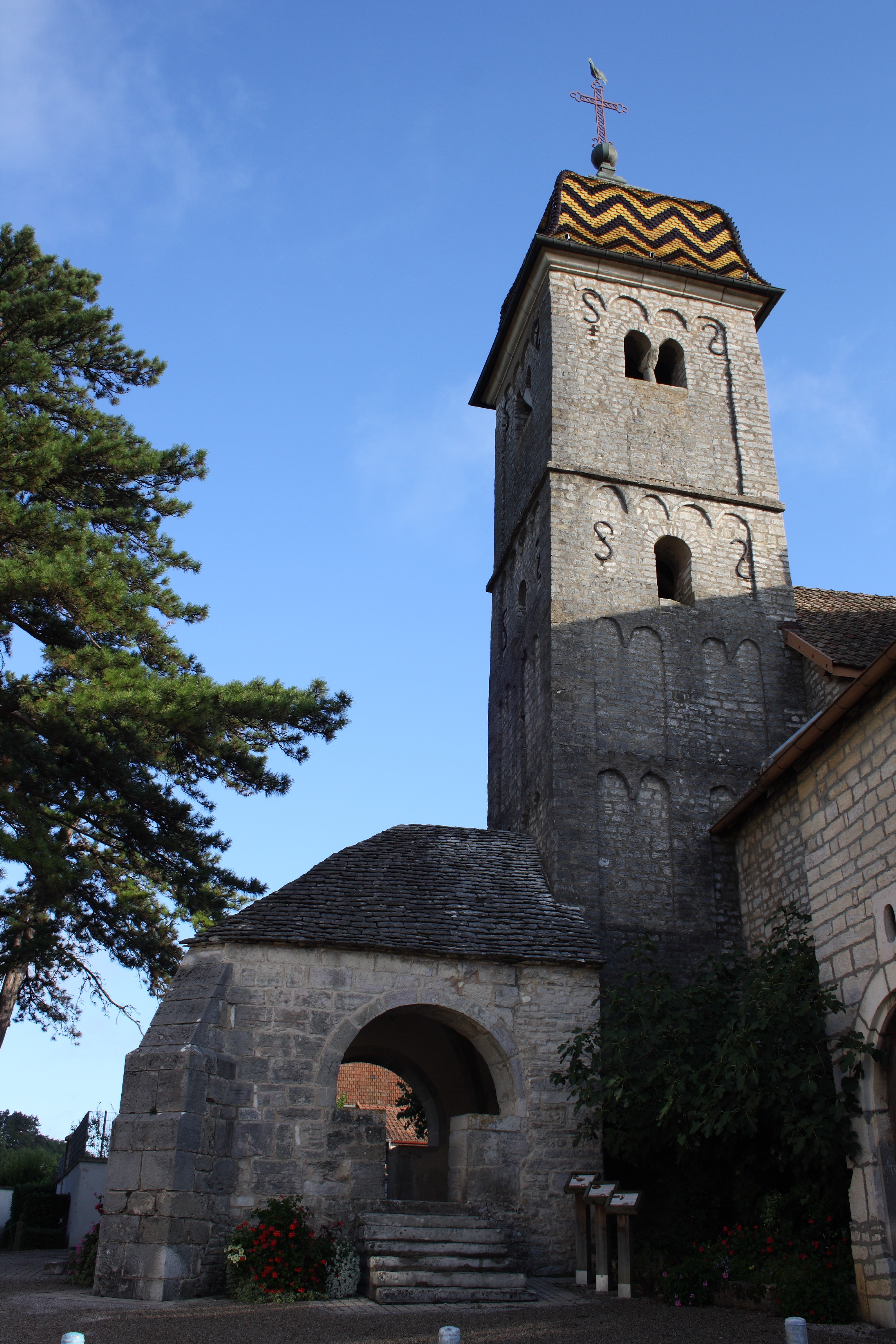
Kirche St-Étienne in Boussières: Portalvorbau und romanischer Turm

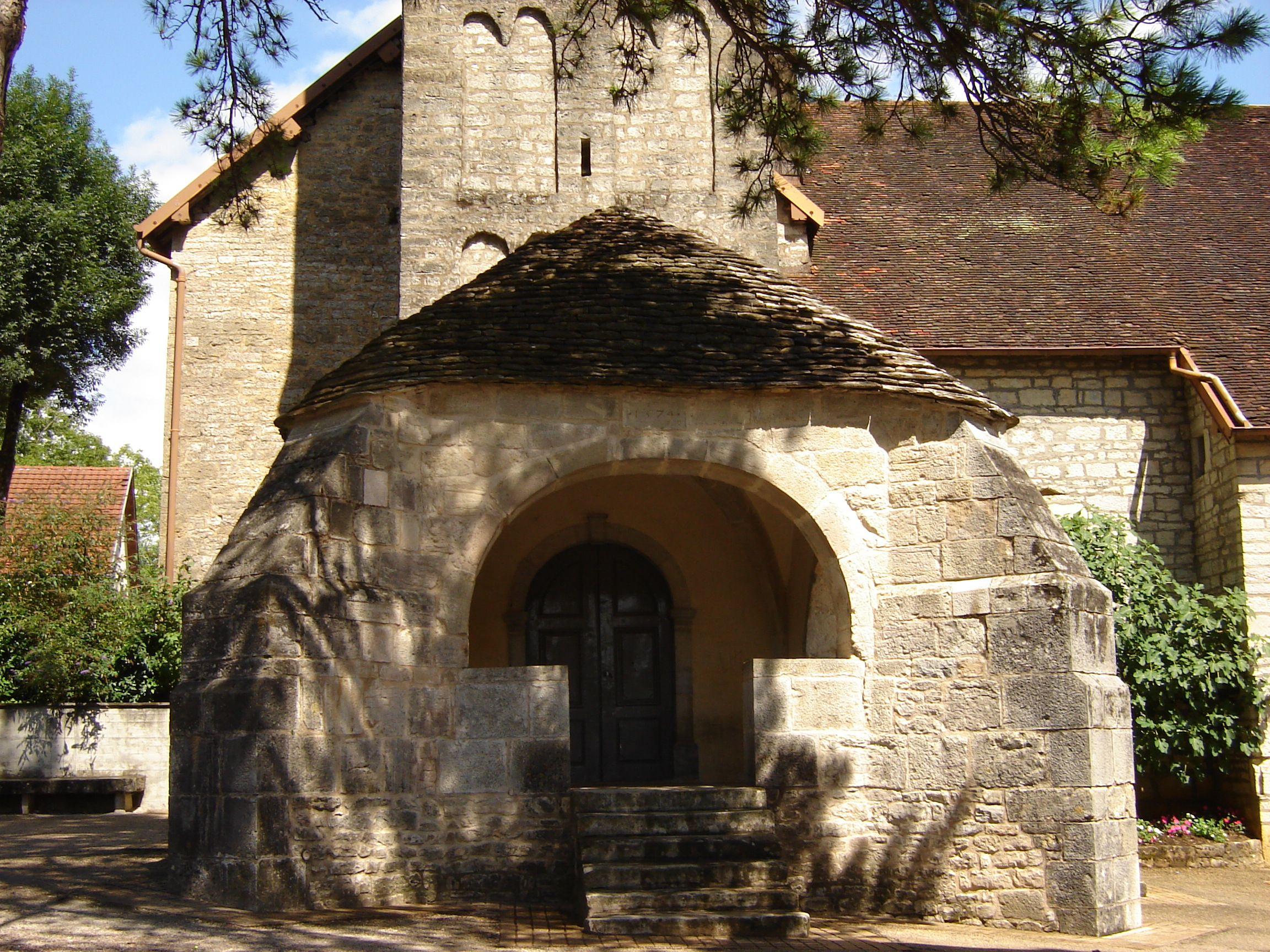
Portalvorbau von 1574

Die Kirche Saint-Étienne ist eine Pfarrkirche in der Gemeinde Boussières im Département Doubs in der französischen Region Franche-Comté, die ursprünglich im 11. Jahrhundert errichtet wurde. Seit 1913 ist die Kirche als Baudenkmal (Monument historique) geschützt.

## Geschichte
Von der im 11. Jahrhundert errichteten Kirche blieb nur der Glockenturm erhalten. Im Jahr 1737 wurde das alte Kirchenschiff durch einen Neubau ersetzt.

## Architektur

### Glockenturm
Der Glockenturm aus dem 11. Jahrhundert ist einer der wenigen Reste der romanischen Architektur in der Franche-Comté. Er besitzt fünf Stockwerke und hat eine Höhe von 32 Metern. Er ist mit Bogenfriesen und Pilastern verziert. Im Jahr 1829 wurde er mit einer Haube versehen, die mit bunten Ziegeln gedeckt ist.

### Portalvorbau
Der Portalvorbau mit drei Rundbogenöffnungen wurde 1574 errichtet. Er ist mit Steinplatten gedeckt und wird von mächtigen Strebepfeilern gestützt.